# Maladera thakkholae
Maladera thakkholae är en skalbaggsart som beskrevs av Ahrens 2004. Maladera thakkholae ingår i släktet Maladera och familjen Melolonthidae. Inga underarter finns listade i Catalogue of Life.